# Megalithgrab von Stensby
Koordinaten: 55° 29′ 45,5″ N, 10° 16′ 29,1″ O
Das Megalithgrab von Stensby (dänisch Stensby Megalitgrav) ist ein Dolmen westlich von Stensby auf der dänischen Insel Fünen. Es handelt sich um eine zwischen 3500 und 2800 v. Chr. entstandene Megalithanlage der Trichterbecherkultur (TBK). Der Dolmen liegt hinter einer Mauer/Hecke und wurde 1892 erstmals dokumentiert.
Der Dolmen ist von der Straße aus zugänglich. Es handelt sich um eine 2,5 m lange, trapezoide Kammer mit einer lichten Weite von etwa 1,5 m (hinten) auf 1,2 m (vorne). Die lichte Höhe unter den Decksteinen beträgt bis zu 1,0 m. Die Außenmaße betragen etwa 3,5 × 3,5 m.
Auf dem Deckstein, der die Kammer abdeckt, befinden sich mindestens 18 Schälchen.